# Nationale Mikalojus-Konstantinas-Čiurlionis-Kunstschule

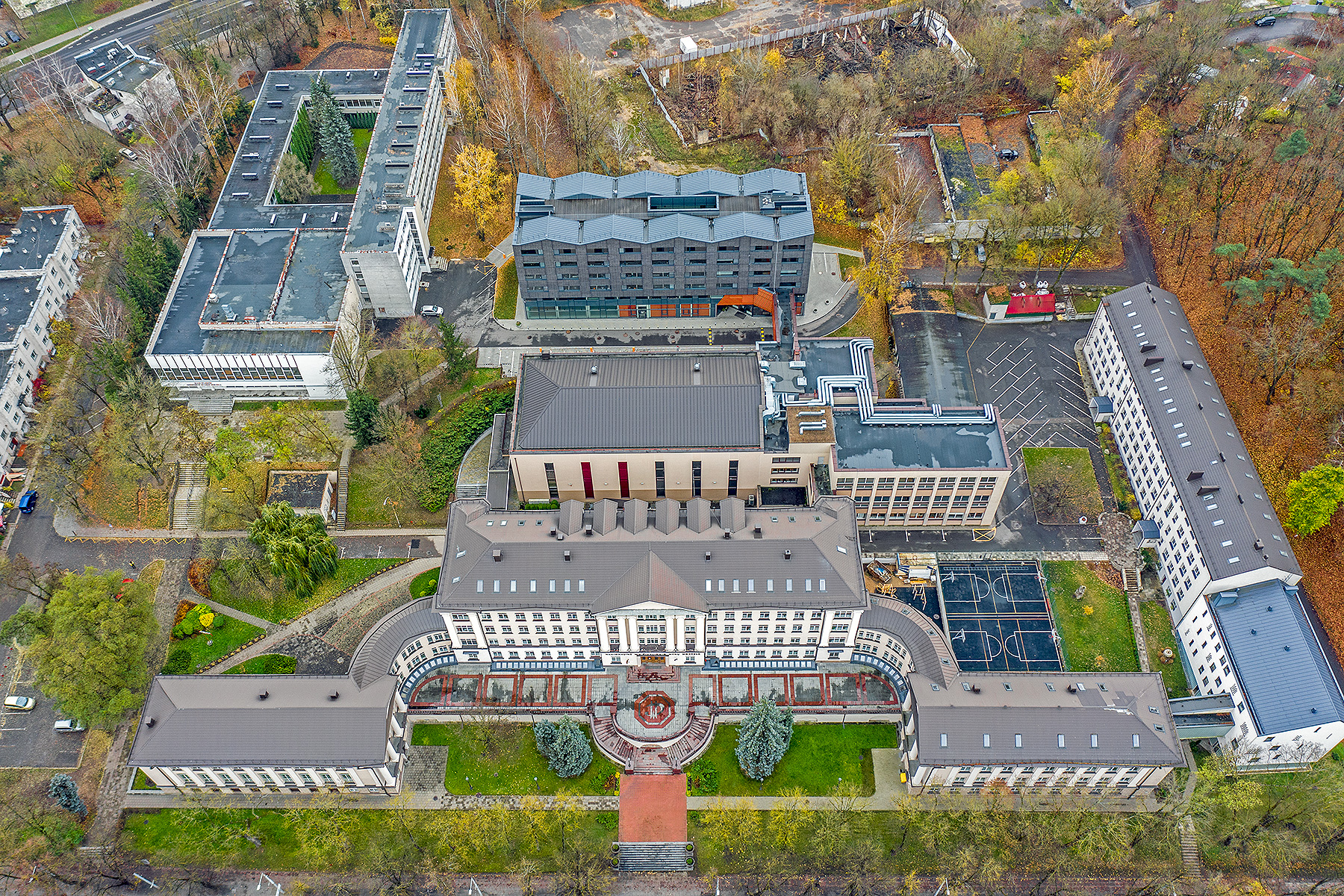
Čiurlionis-Kunstschule (2020)

Die Nationale Mikalojus-Konstantinas-Čiurlionis-Kunstschule (lit. Nacionalinė Mikalojaus Konstantino Čiurlionio menų mokykla) ist eine Kunstschule in der litauischen Hauptstadt Vilnius. Sie ist das einzige Musische Gymnasium in Litauen, welches bereits mit der Primarbildung in der ersten Klasse beginnt. Das Abitur wird nach der zwölften Klasse erworben. Die Schule ist für litauische und ukrainische Schüler kostenlos. Für den Besuch der Schule müssen die sechs bis sieben Jahre alte Kinder eine Aufnahmeprüfung bestehen. Die Schule organisiert auch Schulungen und Seminare für Studenten im Ausland. Viele Absolventen arbeiten beim Opernhaus Nacionalinis operos ir baleto teatras. Darunter nicht nur Musiker, sondern auch Tänzer (Absolventen der Abteilung für Ballett, einer Ballettschule, die dafür sogar die auf die Tanzlaufbahn vorbereitende 13. Klasse hat).

## Geschichte
Die Schule wurde 1945 gegründet. Ab 1953 gehörte die Einrichtung dem Kulturministerium Litauens. 1960 wurde sie zur Staatlichen Kunstmittelschule mit Internat. Seit 1965 ist sie nach dem berühmten litauischen Malers und Komponisten Mikalojus Konstantinas Čiurlionis (1875–1911) benannt.

## Schüler
- Jonas Aleksa (1939–2005), Komponist und Dirigent
- Feliksas Bajoras (* 1934), Komponist
- Julija Domaševa (* 1986), Chordirektorin am Theater Vorpommern
- Jurgis Dvarionas, Komponist
- Gediminas Gelgotas (* 1986), Komponist und Dirigent
- David Geringas (* 1946), Cellist und Dirigent
- Mirga Gražinytė-Tyla (* 1986), Dirigentin
- Asmik Grigorian (* 1981), Opernsängerin (Sopran)
- Jurga Ivanauskaitė (1961–2007), Schriftstellerin
- Gytis Ivanauskas (* 1980), Schauspieler, Tänzer und Choreograph
- Gintaras Januševičius (* 1985), Pianist
- Vaclovas Krutinis (1948–2013), Bildhauer
- Tomas Kutavičius (* 1964), Jazzpianist und Komponist
- Dalia Kuznecovaitė (* 1988),  Geigerin
- Darius Mažintas (* 1982), Pianist und Politiker
- Liudas Mockūnas (* 1976), Jazz-Musiker
- Audrius Nakas (* 1967), Schauspieler und Politiker
- Onutė Narbutaitė (* 1956), Komponistin
- Gintaras Rinkevičius (* 1960), Dirigent
- Mūza Rubackytė (* 1959), Pianistin und Professorin
- Juozas Širvinskas
- Martynas Švėgžda von Bekker (* 1967), Geiger
- Giedrė Šlekytė (* 1989), Dirigentin

## Lehrer
- Juozas Antanavičius (* 1940), Musikwissenschaftler, Professor, Rektor
- Justas Dvarionas (* 1967), Pianist
- Saulius Sondeckis (1928–2016), Dirigent und Professor
- Undinė Jagėlaitė-Lipinaitienė (* 1949), Geigerin
- Rūta Lipinaitytė-Savickienė (* 1978), Geigerin